# Martin Steinbauer
Martin Steinbauer (* 25. September 1980 in Neunkirchen, Niederösterreich) ist ein österreichischer Langstrecken- und Hindernisläufer.

## Leben
Bei den Leichtathletik-Europameisterschaften 2006 in Göteborg startete er über 5000 Meter und erreichte den 16. Platz mit einer Zeit von 13:59,17 min.
Beim IAAF Indoor Permit Meeting GE Galan am 18. Februar 2009 in Stockholm qualifizierte er sich mit einer Zeit von 7:58,31 min über 3000 Meter für die Halleneuropameisterschaften in Turin.
Martin Steinbauer ist 1,82 m groß und derzeit Sportsoldat. Er startete für den LCC Wien und wechselte 2008 zur Sportunion IGLA long life. Er betreut als Nachwuchstrainer die Talente Reinhard Schuh und Karoline Reich.

## Erfolge
- 2002
  - 13. Rang Halleneuropameisterschaften 3000 m

- 2003
  - 60. Rang Cross-Europameisterschaft
  - 6. Rang Militär-Weltspiele 3000 m Hindernis

- 2004
  - 3. Rang Europacup 5000 m
  - 6. Rang Ewige österreichische Bestenliste 3000 m Hindernis

- 2005
  - 2. Rang Europacup 3000 m
  - 30. Rang Europarangliste 3000 m
  - 9. Rang Ewige österreichische Bestenliste 3000 m
  - 12. Rang Ewige österreichische Bestenliste 5000 m

- 2006
  - 7. Rang Ewige österreichische Bestenliste 5000 m
  - 5. Platz Europacup 3000 m

- 2007
  - 3000 m Persönliche Bestleistung: 7:56,47 min und damit das Limit (8:00:00 Minuten) für die Halleneuropameisterschaften in Birmingham
  - Staatsmeister über 1500 m mit neuer Persönlicher Bestleistung: 3:49,19 min

- 2008
  - Sieg beim Wien Energie Halbmarathon in 1:05:27 h (Persönliche Bestleistung)

- 2009
  - 15. Rang Halleneuropameisterschaften 3000 m

Steinbauer ist sechsfacher österreichischer Meister und 15-facher Vizestaatsmeister auf den Strecken zwischen 1500 Meter und dem Halbmarathon.

## Persönliche Bestzeiten
- 1500 m: 3:46,17 min, 23. August 2008, Bern
- 3000 m: 7:57,16 min, 5. Juni 2005, Cottbus
  - Halle: 7:56,77 min, 30. Januar 2007, Wien
- 5000 m: 13:36,63 min, 20. Juli 2008, Heusden-Zolder
- 10.000 m: 29:52,37 min, 7. Mai 2005, Salzburg
- Halbmarathon: 1:04:52 h, 22. März 2009, Wien
- 3000 m Hindernis: 8:31,43 min, 11. Juni 2004, Kassel